# Full Disclosure
Full Disclosure (englisch; ‚vollständige Offenlegung‘) ist die Praxis, wenn unabhängige IT-Sicherheitsexperten Sicherheitslücken finden, sämtliche Informationen über die Sicherheitslücke sofort und ohne Absprache mit den verantwortlichen Stellen allgemein zugänglich zu veröffentlichen. Hierdurch werden Benutzer frühzeitig gewarnt; Hacker können allerdings die Schwachstelle potentiell ausnutzen, bevor diese durch den Hersteller geschlossen werden kann.
Ein alternativer Ansatz ist die Responsible Disclosure. Hierbei wird die Offenlegung mit dem Hersteller abgestimmt und die breite Öffentlichkeit erst informiert, sobald die Sicherheitslücke behoben wurde.
Ein Grund, warum sich der Entdecker der Schwachstelle für eine Full Disclosure entscheidet, könnte beispielsweise sein, dass der Hersteller auf den Hinweis nicht reagierte oder das Problem kleinredete. Indem der Hacker die Sicherheitslücke veröffentlicht, kann so Druck ausgeübt werden. Im Allgemeinen ist der Ansatz der Full Disclosure jedoch sehr umstritten und wird von vielen als unverantwortlich angesehen. Er sollte nur als letzter Ausweg genutzt werden, wenn andere Maßnahmen fehlschlugen oder Schadcode für die Schwachstelle bereits im Umlauf ist.
Um eine Full Disclosure zu verhindern, bieten viele Unternehmen sogenannte Bug-Bounty-Programme an. Hierbei werden Prämien für das Finden von Schwachstellen ausgelobt; so zahlte beispielsweise Facebook 1,98 Millionen und Google 6,7 Millionen US-Dollar im Jahr 2020 aus. Teilweise verpflichtet sich der Hacker im Gegenzug dazu, Stillschweigen über seine Funde zu bewahren, in diesem Fall spricht man dann von einer Private Disclosure.